# 亀井範雄
亀井 範雄（かめい のりお、1948年6月13日 - ）は、日本の実業家。帝人ファイバー代表取締役社長や、東邦テナックス代表取締役社長、帝人代表取締役副社長等を歴任した。

## 人物・経歴
愛媛県松山市出身。愛光高等学校を経て、1972年神戸大学経営学部卒業。荒川祐吉ゼミ出身。特技は囲碁。同年帝人入社。三原事業所での研修ののち、工繊販売部産業資材第2課に配属され、以降主に営業を担当した。2001年帝人執行役員に就任し、Akra Teijin,S.A.de.C.V.副社長を兼務。
2005年帝人グループ常務執行役員産業繊維事業グループ長兼帝人テクノプロダクツ代表取締役社長。2007年帝人グループ専務執行役員。2009年から帝人専務執行役員ポリエステル繊維事業グループ長兼帝人ファイバー代表取締役社長。同年帝人常務取締役、帝人ファイバー代表取締役社長CEO。2010年帝人取締役専務執行役員。
2011年帝人取締役専務執行役員炭素繊維・複合材料事業グループ長兼東邦テナックス代表取締役社長。同年帝人代表取締役。2012年帝人代表取締役副社長執行役員高機能繊維・複合材料事業グループ長兼炭素繊維・複合材料事業本部長。量産車向け熱可塑性炭素繊維強化プラスチック製品の開発などを進め、2014年に帝人取締役特別顧問に退いた。2015年には帝人特別顧問も退任した。